# 内藤寛
内藤 寛（ないとう かん、1967年3月23日 - ）は、東京都武蔵野市出身のプログラマー、ゲームクリエイター。元・株式会社クライマックス代表取締役。本名内藤寬（寛に「，」が入る）。

## 来歴
高校生の頃からアンプルソフトウェアやZAPなどでアルバイトとして働くようになり、『カーレース』『ミッドナイトブラザーズ』などを手掛けた。のちにドラゴンクエストシリーズをともに手掛けることになる山名学とはこの会社で出会うこととなる。
専門学校在学時にはチュンソフトでアルバイトとして働くようになり、『ドラゴンクエストIII そして伝説へ…』『ドラゴンクエストIV 導かれし者たち』ではチーフプログラマーを務めた。
1989年1月に『ドラゴンクエストシリーズ』の内幕を明かした著書『ドラゴンクエストIVの秘密』を飛鳥新社から出すことになっていた。既に3万部が印刷されていたが、配本の1週間前にエニックスから申し入れがあり、印刷済みの書籍、印刷に必要なフィルムや電算写植のデータなどが全て処分されて、著書が流通することはなかった。この対価としてエニックスは3千万円を飛鳥新社に支払った。幻となった内藤の著書は、書影のみが飛鳥新社元常務の著書に掲載されている。
1990年に同じく『ドラゴンクエストシリーズ』スタッフだった高橋宏之と共にクライマックスを設立して専務に就任。1991年発売の『シャイニング&ザ・ダクネス』等を手がける。
1992年6月11日、港区の東京プリンスホテルでクライマックスとセガが開発する『ランドストーカー』の合同制作発表会が開かれた。DDS520(ひし形で構成された3次元空間システム)の説明を行っており、ホテルの発表会場には、ゲーム雑誌以外の報道陣も多く見受けられていた。『ランドストーカー』の発表を機にクライマックス社の社長に就任。社長となって以後も『レディストーカー』『ランナバウト』などを手がけ、その斬新なアイディアやプログラミング技術から一時期「天才プログラマー」と呼ばれるようになる。
1992年8月からはラジオ番組『TV Game Radions』のパーソナリティを務め、ラジオでも活躍するようになる。なお放送開始から数年後、収録日が変わったためにスタジオで出会った人物が、東京電機大学高校在学当時に国語教師をしていたミンキー・ヤス（岩崎康雄）だった。この再会以降小森まなみを始めとするラジオ・アニメ関連業界の人物との親交を広げる。またミンキー・ヤスとは番組企画でユニット名『師弟ボーイズ（CITEY BOYS）』として1998年7月24日シングルCD『シテイロマン』を発売。
2025年5月、クラウドファンディングを募り「FC新時代の新体験を！GAME-LED連動カートリッジ基板開発プロジェクト」をSheNaと共に立ち上げる。

## 人物
歌って踊れる天才ゲームプログラマー、とリスナーに呼ばれる。
趣味の一つに車がある。『ランナバウト』が作られたのはその趣味が高じたからというのは有名な話である。
愛車はホンダNSX-R(NA2)

## 作品
- カーレース
- ミッドナイトブラザーズ
- スーパーランボー
- ドラゴンクエストIII そして伝説へ…
- ドラゴンクエストIV 導かれし者たち
- シャイニング&ザ・ダクネス
- ランドストーカー 〜皇帝の財宝〜
- レディストーカー 〜過去からの挑戦〜
- シャイニングフォース
- ダークセイバー
- フェーダリメイク
- クライマックスランダーズ
- ランナバウトシリーズ
- そだてて!ムシキング[9]

## 出演

### ラジオ
- 内藤寛のGuri Guri プログラム（TBSラジオ）
- TV Game Radions
  - TV Game Radions Special GO GO!
  - TV Game Radions V3
- 内藤寛のZig Zagアンテ～ナ
- mamiのRADIかるコミュニケーション（コーナー担当、途中降板）

## 関連書籍
- 『The Making of Land stalker 天才プログラマー・内藤寛の世界』（1992年10月、小学館）ISBN 978-4091024039